# Agnes Mortimer
Agnes Mortimer (verheiratet Agnes Hastings, Countess of Pembroke) (* zwischen 1315 und 1321; † 25. Juli 1368) war eine englische Adlige.

## Leben
Agnes Mortimer entstammte der anglonormannischen Familie Mortimer. Sie war eine jüngere Tochter von Roger Mortimer of Wigmore und von dessen Frau Joan de Geneville. Ihr Vater rebellierte ab 1321 gegen König Eduard II., musste sich aber im Januar 1322 ergeben. Der König ließ die Familie Mortimer verhaften, doch weil Agnes vermutlich noch ein Kleinkind war, entging sie, im Gegensatz zu ihren meisten älteren Geschwistern, einer Inhaftierung.
Ihr Vater konnte Ende 1326 doch noch den König stürzen und wurde für den minderjährigen neuen König Eduard III. der eigentliche Regent Englands. Am 29. Mai 1328 wurden Agnes und ihre Schwester Beatrice in einer Doppelhochzeit in Hereford verheiratet. Möglicherweise wurde die Hochzeit verwechselt, denn im Sommer 1329 fand in Hereford eine weitere Doppelhochzeit von Agnes Schwestern Joan und Katherine statt. Da ihre Schwester Beatrice den hochrangigen Erben des Earl of Kent heiratete, könnte die Hochzeit von Agnes und Beatrice nicht 1328, sondern erst im Juni 1329 stattgefunden haben, weil ihr Vater erst 1328 zum Earl of March erhoben worden war. Agnes wurde mit Lawrence Hastings, dem jungen Erben des Baron Hastings verheiratet. Ihr Mann wurde 1339 zum Earl of Pembroke erhoben, womit sie zur Countess of Pembroke aufstieg.
Mit ihrem Mann hatte Agnes einen Sohn:
- John Hastings, 2. Earl of Pembroke

Nach dem Tod ihres Mannes 1348 heiratete Agnes in zweiter Ehe John Hakelut. Sie besuchte häufig bis zu deren Tod 1358 die Königinmutter Isabelle, die ehemalige Geliebte ihres Vaters. Agnes setzte am 10. Oktober 1367 ihr Testament auf und wurde nach ihrem Tod in der Kirche des Klarissenklosters am Aldgate in London beigesetzt.